# .ly
.ly je vrhovna internetska domena (country code top-level domain - ccTLD) za Libiju. Domenom upravlja LYNIC.

## Vanjske poveznice
- IANA .ly whois informacija  Arhivirana inačica izvorne stranice od 19. travnja 2006. (Wayback Machine)